# Lijst van rijksmonumenten in Nederhemert-Zuid
De plaats Nederhemert-Zuid telt 11 inschrijvingen in het rijksmonumentenregister. Hieronder een overzicht.
| Object                                                             | Oorspronkelijke functie?  | Bouwjaar                          | Architect | Locatie                   | Coördinaten?                 | Nr.?   | Afbeelding                                       |
| ------------------------------------------------------------------ | ------------------------- | --------------------------------- | --------- | ------------------------- | ---------------------------- | ------ | ------------------------------------------------ |
| Kasteel Nederhemert                                                | Kasteel, buitenplaats     | 14e eeuw, deels herbouwd 20e eeuw |           | Kasteellaan 1             | 51° 45' 13" NB, 5° 9' 15" OL | 23621  | Meer afbeeldingen                                |
| Dwarshuis ter breedte van vijf vensterassen                        | Boerderij                 |                                   |           | Kasteellaan 3             | 51° 45' 8" NB, 5° 9' 7" OL   | 23623  | Meer afbeeldingen                                |
| Dwarshuis met rieten wolfdak met topschoorstenen                   | Vergadering en vereniging | 18e eeuw                          |           | Kasteellaan 7             | 51° 45' 7" NB, 5° 9' 5" OL   | 23624  | Dwarshuis met rieten wolfdak met topschoorstenen |
| 'De hoef'                                                          | Boerderij                 |                                   |           | Kasteellaan 10            | 51° 44' 57" NB, 5° 8' 50" OL | 23625  | Meer afbeeldingen                                |
| Eilandkerk                                                         | Kerk en kerkonderdeel     | 14e-16e eeuw                      |           | Kerklaan 5                | 51° 44' 59" NB, 5° 8' 49" OL | 23626  | Meer afbeeldingen                                |
| Boerderij                                                          | Boerderij                 |                                   |           | Kerklaan 12               | 51° 45' 0" NB, 5° 8' 45" OL  | 23627  | Meer afbeeldingen                                |
| Dwarshuis                                                          | Woonhuis                  |                                   |           | Kerklaan 3                | 51° 45' 0" NB, 5° 8' 53" OL  | 23628  | Meer afbeeldingen                                |
| Boerderij, die behoort heeft tot het klooster van Bern             | Boerderij                 |                                   |           | Kloosterstraat 2          | 51° 44' 57" NB, 5° 9' 58" OL | 23630  | Meer afbeeldingen                                |
| Oude Fort of Kleine Schans                                         | Fort, vesting en -onderdl |                                   |           | Oude Fort a/d Kasteellaan | 51° 44' 60" NB, 5° 9' 12" OL | 23631  | Meer afbeeldingen                                |
| Duikersluis in de Bergse Maasdijk                                  | Waterkering en -doorlaat  | 1893                              |           | BY Bergsche Maasdijk      | 51° 44' 45" NB, 5° 9' 17" OL | 523391 | Duikersluis in de Bergse Maasdijk                |
| Duikersluis in de Veerdam naar Aalburg langs het Heusdensch kanaal | Waterkering en -doorlaat  | 1861                              |           | BY Eilandse Kade          | 51° 44' 47" NB, 5° 9' 39" OL | 523392 | Upload foto                                      |